# No More Sorrow
«No More Sorrow» (рус. Никакой больше печали) — восьмой трек с альбома Minutes to Midnight американской рок-группы Linkin Park. Концертная версия песни была выпущена в качестве рекламного сингла в 2008 году. Рабочим названием песни во время записи было «Ebow».

## Композиция
Песня начинается с инструментального интро, после чего далее идёт вокал Честера Беннингтона. Гитарист группы Брэд Дэлсон пользуется Ebow, который изначально планировалось использовать в самом длинном треке  из альбома — «The Little Things Gives You Away», о чём было сказано в буклете.

## Исполнение на концертах
Данная песня часто исполнялась на концертах группы с 2007-го по 2011-й год, после этого она исчезла из сет-листов и не исполнялась целиком до сегодняшнего дня, за исключением вступительного гитарного проигрыша в импровизации перед песней Until It’s Gone, в туре в поддержку альбома The Hunting Party. Концертный дебют «No More Sorrow» состоялся 28 апреля 2007 года в Берлине. Песня также была исполнена во время концерта в Москве в 2011 году на премьере фантастического боевика Трансформеры 3: Тёмная сторона Луны.
Концертные записи трека были включены в альбомы LP Underground 7.0 и Road to Revolution: Live at Milton Keynes. Концертная версия песни содержит две вариации интро: короткое и длинное. Короткое интро могло быть таким же, как на студийной записи, либо начинаться с маршевого ритма, под который вступала гитара Брэда Делсона - и таким образом начиналась песня. Длинное интро начинается с эмбиентного вступления, на фоне которого вступает гитарная импровизация Майка Шиноды. После неё начинается маршевый ритм, который немного длиннее, чем в песне с более коротким интро, затем идет продолжение также,  как и в песне с коротким интро. Песня с коротким интро исполнялась в 2007-2008 годах, чередуясь с длинным, а после 2008 года песня всегда содержала длинное интро.

## Саундтрек
Песня была включена в пакет DLC Warner/Reprise Track Pack для видеоигры Guitar Hero III: Legends of Rock.

## Критика
Трек получил множество положительных отзывов от Rolling Stone, Billboard.